# 陰陽路
《陰陽路》是一部1997年香港恐怖鬼片，《陰陽路系列》第一部電影，由譚朗昌、鄭偉文和邱禮濤聯合執導，古天樂、蔡少芬、雷宇揚、麥家琪和羅蘭主演。
《陰陽路》由四個故事組成的，分別是〈抄墓碑〉、〈陰陽路〉、〈紅噹噹〉及〈陀地位〉，前兩個故事分別由鄭偉文及譚朗昌執導，後兩個故事則由邱禮濤執導。《陰陽路》被認為是開創港式單元恐怖片的先河，其後多套電影皆以此形式製作。
2019年6月20日推出數碼修復的藍光光碟。

## 劇情簡介

### 抄墓碑
三名青年阿Ken、波仔及大B（古天樂、丁子峻、朱永棠飾）到荒島上度假，夜晚在海邊偶遇三個露營少女（蔡少芬、麥家琪、白嘉倩 飾）便一起大講鬼故事，Ken自認大膽，提議到附近墳場抄墓碑上死人的資料，在抄墓碑時發現了其中一名剛認識女子的墓碑。豈料，一切只是大B和波仔為了戲弄阿Ken而已，但阿Ken卻失蹤了。翌日，五人終找到阿Ken但眼前的阿Ken竟然是......

### 陰陽路
一個下著大雨昏的夜晚，杜先生（陳錦鴻飾）與妻子（鍾麗緹 飾）相約在餐廳吃飯慶祝結婚周年，與情婦在開車途中發生爭執，發生交通意外，結果妻子仍然不斷接到丈夫電話......

### 紅噹噹
小波、大B、Jo Jo去祭拜已故朋友Ken，在陵園無意中被已故杜先生的鬼魂纏上，幸遇與“畢彼得”長相一摸一樣的靈異專家“大粒癦”解救。脫險後“大粒癦”警告其少穿紅衣，“跟紅頂白”是鬼怪的習慣......

### 陀地位
電影明星雄哥（吳志雄 飾）帶著他的女友May（伍詠薇飾）前往電影院看一出他有份主演的恐怖片，兩人誤坐了兩個“鬼陀地”的“陀地位”，最後，在劇院洗手間突然遇到靈異事件，一直走不出劇場……

## 角色介紹
過場角色:
- 雷宇揚 飾 畢彼特（讲古佬）
- 羅蘭 飾 垃圾婆

單元角色:
| 演員   | 角色                 | 簡介 |
| 抄墓碑 |                      | |
| 古天樂 | 阿 Ken（聶志強）     | 生日與朋友波仔及大B到離島沙灘燒烤慶祝，遇見牛奶妹一行人。 為在女生面前顯示膽量而接受牛奶妹建議到墳墓抄墓碑，被牛奶妹所假裝的鬼魂所嚇壞，後藉故"假裝"已死反嚇倒牛奶妹一行人。 結局示意其早前已死，但沒有明確說明何時和因何故而死，可能是抄墓碑期間意外身故，離別前勸籲朋友以後不要再貪玩。 |
| 丁子峻 | 波 仔                | 帶阿Ken到到離島沙灘燒烤慶祝生日，為在女生面前顯示膽量到墳墓抄墓碑，與牛奶妹等人合謀嚇壞阿Ken。 |
| 朱永棠 | 大 B                 | 帶阿Ken到到離島沙灘燒烤慶祝生日，為在女生面前顯示膽量到墳墓抄墓碑，與牛奶妹等人合謀嚇壞阿Ken。 |
| 蔡少芬 | 牛奶妹               | 稱阿Ken太膽小，建議眾人到山後墳墓抄墓碑顯示膽量，與波仔及大B等人合謀嚇壞阿Ken。 |
| 麥家琪 | Jo Jo                | 與牛奶妹同行 |
| 白嘉倩 | 可 人                | 與牛奶妹同行 |
| 陰陽路 |                      | |
| 陳錦鴻 | 杜家明               | 地產經紀 相約在餐廳吃飯慶祝結婚周年，駕車前往餐廳與情婦吵架後遇山泥傾瀉，但活埋後仍在另一空間與其妻在手提電話中通訊 |
| 鍾麗緹 | 杜太                 | 杜家明妻子（粵語配音：陸惠玲） 相約在餐廳吃飯慶祝結婚周年，但其夫於前往餐廳中途被活埋，在不知情下與其夫在手提電話中通訊 |
| 郭可盈 | Ann                  | 杜家明情婦 |
| 苑瓊丹 | 苑大丹               | 杜家明之熟客 |
| 李兆基 | 何忠泰               | 風水師 |
| 許芬   | 鐘錶店老闆娘         | |
| 許碧姬 | 鐘錶店老闆母親       | |
| 李力持 | 李小文               | 導演 |
| 紅噹噹 |                      | |
| 麥家琪 | Jo Jo                | 祭拜已故朋友阿Ken時遇上杜家明之墓，因在墓前說了不應說的話及穿著紅噹噹，被其鬼魂缠上 |
| 丁子峻 | 波 仔                | 找大粒癦幫助為 Jo Jo 驅走杜家明之鬼魂 |
| 朱永棠 | 大 B                 | 找大粒癦幫助為 Jo Jo 驅走杜家明之鬼魂 |
| 雷宇揚 | 大粒癦               | 畢彼特之雙生弟弟 |
| 陀地位 |                      | |
| 吳志雄 | 吳大雄               | 電影《千藥有酲》男主角，於電影首映座上陀地位而被鬼魂缠上 |
| 伍詠薇 | 阿 May               | 吳大雄之女友，於電影首映座上陀地位而被鬼魂缠上 |
| 苑瓊丹 | 苑大丹               | 電影《千藥有酲》女主角 |
| 梁思敏 | 戲院女鬼             | |
| 吳啟明 | 戲院觀眾             | |
| 李力持 | 電影《千藥有酲》導演 | |

## 外部連結
- 香港影庫上《陰陽路》的資料（繁體中文）
- 互联网电影数据库（IMDb）上《陰陽路》的资料（英文）
- 豆瓣电影上《陰陽路》的資料 （简体中文）
- 时光网上《陰陽路》的資料（简体中文）